# Thurins
Thurins és un municipi francès situat al departament del Roine i a la regió d'Alvèrnia-Roine-Alps. L'any 2007 tenia 2.762 habitants.

## Demografia

### Població
El 2007 la població de fet de Thurins era de 2.762 persones. Hi havia 1.030 famílies de les quals 217 eren unipersonals (99 homes vivint sols i 118 dones vivint soles), 300 parelles sense fills, 454 parelles amb fills i 59 famílies monoparentals amb fills.
La població ha evolucionat segons el següent gràfic:
Habitants censats

### Habitatges
El 2007 hi havia 1.141 habitatges, 1.036 eren l'habitatge principal de la família, 28 eren segones residències i 77 estaven desocupats. 904 eren cases i 231 eren apartaments. Dels 1.036 habitatges principals, 726 estaven ocupats pels seus propietaris, 274 estaven llogats i ocupats pels llogaters i 36 estaven cedits a títol gratuït; 16 tenien una cambra, 85 en tenien dues, 174 en tenien tres, 299 en tenien quatre i 463 en tenien cinc o més. 815 habitatges disposaven pel capbaix d'una plaça de pàrquing. A 404 habitatges hi havia un automòbil i a 573 n'hi havia dos o més.

### Piràmide de població
La piràmide de població per edats i sexe el 2009 era:
| Homes | Edats   | Dones |
| ----- | ------- | ----- |
| 0     | 95 o +  | 0     |
| 0     | 90 a 94 | 8     |
| 12    | 85 a 89 | 8     |
| 12    | 80 a 84 | 20    |
| 40    | 75 a 79 | 64    |
| 36    | 70 a 74 | 28    |
| 40    | 65 a 69 | 36    |
| 48    | 60 a 64 | 36    |
| 60    | 55 a 59 | 44    |
| 88    | 50 a 54 | 68    |
| 84    | 45 a 49 | 88    |
| 120   | 40 a 44 | 88    |
| 96    | 35 a 39 | 100   |
| 96    | 30 a 34 | 84    |
| 96    | 25 a 29 | 112   |
| 60    | 20 a 24 | 68    |
| 84    | 15 a 19 | 92    |
| 108   | 10 a 14 | 64    |
| 104   | 5 a 9   | 104   |
| 88    | 0 a 4   | 72    |

## Economia
El 2007 la població en edat de treballar era de 1.793 persones, 1.406 eren actives i 387 eren inactives. De les 1.406 persones actives 1.374 estaven ocupades (720 homes i 654 dones) i 32 estaven aturades (9 homes i 23 dones). De les 387 persones inactives 143 estaven jubilades, 177 estaven estudiant i 67 estaven classificades com a «altres inactius».

### Ingressos
El 2009 a Thurins hi havia 1.063 unitats fiscals que integraven 2.886 persones, la mediana anual d'ingressos fiscals per persona era de 20.071 €.

### Activitats econòmiques
Dels 175 establiments que hi havia el 2007, 3 eren d'empreses alimentàries, 2 d'empreses de fabricació de material elèctric, 1 d'una empresa de fabricació d'altres productes industrials, 40 d'empreses de construcció, 48 d'empreses de comerç i reparació d'automòbils, 10 d'empreses de transport, 5 d'empreses d'hostatgeria i restauració, 2 d'empreses d'informació i comunicació, 8 d'empreses financeres, 6 d'empreses immobiliàries, 20 d'empreses de serveis, 19 d'entitats de l'administració pública i 11 d'empreses classificades com a «altres activitats de serveis».
Dels 54 establiments de servei als particulars que hi havia el 2009, 1 era una oficina de correu, 2 oficines bancàries, 1 funerària, 3 tallers de reparació d'automòbils i de material agrícola, 1 taller d'inspecció tècnica de vehicles, 1 autoescola, 4 paletes, 5 guixaires pintors, 10 fusteries, 7 lampisteries, 6 electricistes, 5 perruqueries, 1 veterinari, 2 restaurants, 2 agències immobiliàries i 3 salons de bellesa.
Dels 6 establiments comercials que hi havia el 2009, 1 era una botiga de menys de 120 m², 2 fleques, 1 una carnisseria i 2 floristeries.
L'any 2000 a Thurins hi havia 103 explotacions agrícoles que ocupaven un total de 900 hectàrees.

## Equipaments sanitaris i escolars
L'únic equipament sanitari que hi havia el 2009 era una farmàcia.
El 2009 hi havia 1 escola maternal i 2 escoles elementals.

## Poblacions més properes
El següent diagrama mostra les poblacions més properes.